# 그레이스 거머
그레이스 거머(Grace Gummer, 1986년 5월 9일 ~ )는 미국의 배우이다. 건축가 돈 거머와 배우 메릴 스트립 슬하에 셋째 자식이자 두번째 딸이다.

## 출연 작품
- 스탠딩 업, 폴링 다운 (2019)
- 더 롱 덤 로드 (2018)
- 작전명 비스트 (2018)
- 컨퍼메이션 (2016)
- 엑스탠트 시즌2 (2015)
- 제니스 웨딩 (2015)
- 아메리칸 호러 스토리 시즌4 (2014)
- 인생면허시험 (2014)
- 더 홈즈맨 (2014)
- 프란시스 하 (2012)
- 마진 콜: 24시간, 조작된 진실 (2011)
- 로맨틱 크라운 (2011)
- 메스카다 (2010)